# 帝国大管区
帝国大管区（ていこくだいかんく、ドイツ語: Reichsgau ライヒスガウ、複数形：Reichsgaue ライヒスガウエ）とは、1938年から1945年にナチス・ドイツによって主に併合された領土により構成され、設置された行政区分の名称である。

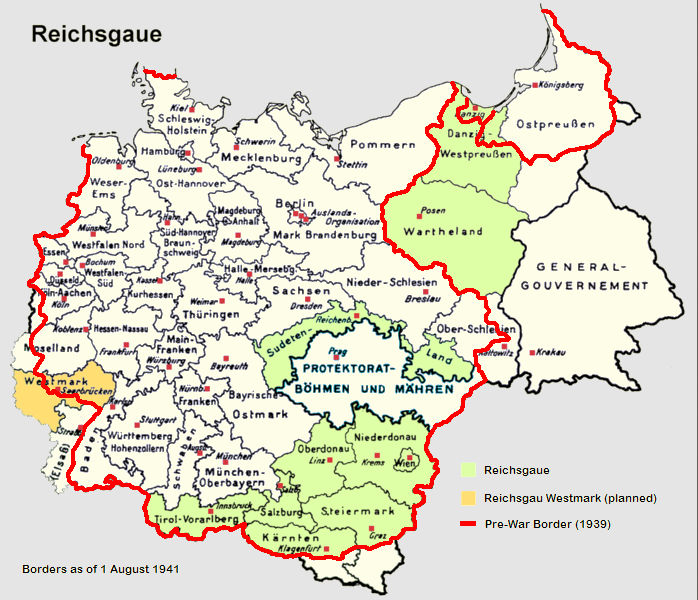
1941年のドイツの行政区画地図。
クリーム色：大管区、ベーメン・メーレン保護領、ポーランド総督府
緑：帝国大管区
橙：後に計画されたヴェストマルク帝国大管区（後述）
赤：開戦直前の国境

## 概要
「帝国大管区」という単語はReich（国）とGau（大管区）を複合して作られた表現であり、州に近い意味を持っている。
大管区（独: Gau）は初期においてはNSDAPの行政地域として、党が選挙区割りに基づいて設置した組織であった。
しかし、ヴァイマル共和国がドイツ帝国時代から引き継いだ州（独: Land）の機能を1938年にナチス・ドイツが停止させると、大管区は一級行政区画として機能するようになった。
そのため、実質的には帝国大管区と大管区の双方が国家の行政組織として機能するようになったので、この呼称の差異は特には無く、日本の都道府県のような関係に類似する。

## 設置された帝国大管区

### オーストリア
オーストリア（エスターライヒ）は、アンシュルス直後の1939年4月に既存の州（オーストリア州：Land Österreich）組織から帝国大管区への再編制が行われた。ここでは既存の州を維持しつつ、オーストリアを想起させる名称の抹消などが図られ、その一環として1940年に地域名（国名）もオーストリア（エスターライヒ：Österreich）からオストマルク（Ostmark）へと改称された。併せて、オーストリア地域に設置された7つの帝国大管区を総称するプロパガンダ的な名称（Propagandabezeichnung）としてオストマルク帝国大管区群が設定され、1942年に大管区群の名称がドナウ＝アルプス帝国大管区群（Donau- und Alpenreichsgaue）へと変更された。
なお、オーストリアに設置された帝国大管区は、ブルゲンラント州を除いて現代オーストリアの連邦州とほぼ範囲が一致する。
ケルンテン帝国大管区
管区都はクラーゲンフルトに置かれた。ケルンテン州および東チロルを含む。ユーゴスラヴィア（現スロヴェニア）に設置された（上）ケルンテン・クライン民政長官地域）が1941年編入された。
歴代ガウライター
- フーベルト・クラウスナー（1939年 - 1940年）
- フランツ・クッチェラ（1940年 - 1941年）
- フリードリヒ・ライナー（1942年 - 1944年）

下ドナウ帝国大管区
管区の中心都市はクレムスに置かれた。大ウィーンを除くニーダーエスターライヒ州とブルゲンラント州の一部およびズデーテンラント南部を含む。
歴代ガウライター
- フーゴー・ユーリイ（1939年 - 1945年）

上ドナウ帝国大管区
管区都はリンツに置かれた。オーバーエスターライヒ州の一部、ザルツカンマーグートのうちアウスゼーアラント、ズデーテンラント南部（ボヘミア南西部）を含む。
歴代ガウライター
- アウグスト・アイグルーバー（1939年 - 1945年）

ザルツブルク帝国大管区
管区都はザルツブルクに置かれた。ザルツブルク州全土を含む。
歴代ガウライター
- フリードリヒ・ライナー（1939年 - 1941年）
- グスタフ・アドルフ・シェール（1941年 - 1945年）

シュタイアーマルク帝国大管区
管区都はグラーツに置かれた。アウスゼーアラントを除くシュタイアーマルク州およびブルゲンラント州の一部を含む。ユーゴスラヴィア（現スロヴェニア）に設置された下シュタイアーマルク民政長官地域も1941年編入された。
歴代ガウライター
- ジークフリート・ウイバーライター（1939年 - 1945年）

チロル＝フォアアールベルク帝国大管区
管区都はインスブルックに置かれた。東チロルを除くチロル州とフォアアールベルク州を含む。
歴代ガウライター
- フランツ・ホーファー（1938年 - 1945年）

大ウィーン帝国大管区
「大ウィーン」として特別市のようにそれ単体でひとつの帝国大管区とされた。
歴代ガウライター
- オディロ・グロボクニク（1938年 - 1939年）
- ヨーゼフ・ビュルケル（1939年 - 1940年）
- バルドゥール・フォン・シーラッハ（1940年 - 1945年）

### チェコ
ズデーテンラント帝国大管区
管区都はライヘンベルク（チェコ語: リベレツ）に置かれた。ミュンヘン協定でチェコスロヴァキアからナチス・ドイツに割譲された地域の一部である、ズデーテンラントから構成された。
歴代ガウライター
- コンラート・ヘンライン（1939年 - 1945年）

ミュンヘン協定でドイツが得たその他の地域は、それぞれ隣接したバイエリッシュ＝オストマルク大管区（1942年にバイロイト大管区に名称変更）・上ドナウ帝国大管区・下ドナウ帝国大管区に編入された。
その後、チェコのほかの部分はベーメン・メーレン保護領が設置された。また、チェコスロヴァキアのスロヴァキア地域には、独立スロヴァキアが建てられた。

### ポーランド
ヴァルテラント帝国大管区
管区都はポーゼン（ポーランド語: ポズナン）に置かれた。当初はポーゼン帝国大管区といった。ポズナン県、ウッチ県のほとんど、ポモージェ県の５つの郡、ワルシャワ県の1つの郡から成っていた。
歴代ガウライター
- アルトゥール・グライザー（1939年 - 1945年）

ダンツィヒ＝ヴェストプロイセン帝国大管区
管区都はダンツィヒ（ポーランド語: グダンスク）に置かれた。当初は西プロイセン帝国大管区といった。ポモージェ県の上記以外の部分が編入された。
歴代ガウライター
- ハンス＝アルベルト・ホーンフェルト、1926年 - 1928年）
- ヴァルター・マース、1928年 - 1930年）
- アルベルト・フォルスター（1930年 - 1945年）

ポーランドのカトヴィッツ（ポーランド語: カトヴィツェ）は上シュレージエン大管区に、東プロイセン大管区の隣接地も同様に編入され、残りの部分にはポーランド総督府が設置された。

### ルクセンブルク
モーゼルラント大管区
管区都はコブレンツに置かれた。1942年に、コブレンツ＝トリーア大管区にルクセンブルク民政長官地域を加えて同帝国大管区になった。
歴代ガウライター
- グスタフ・ジーモン（1931年 - 1945年）

## 計画された帝国大管区

### ベルギー
1940年のベルギーへのドイツの侵攻後、軍政が敷かれた。1944年の7月、「大ドイツ」への編入の前段階として、文民による統治が始まった。その年の12月、ベルギーは2つの帝国大管区と直轄市に分割された。しかし、この分割は連合国軍の前進により、書類上だけのものに終わった。
ブリュッセル帝国大管区
管区都はブリュッセルに置かれる予定。ベルギー中央部から形成され、ドイツ 本国の都市管区のベルリン、ハンブルク、ウィーンと同様地位が与えられるものであった。
フランデレン帝国大管区
管区都はアントウェルペンに置かれる予定であった。現在のフランデレン地域と一致する。初代ガウライターはイェフ・ファン・デ・ヴィーレであった。
ワロニア帝国大管区
管区都はリエージュに置かれる予定であった。現在のワロン地域と一致する。初代ガウライターはレオン・デグレールであった。

### デンマーク
ノルトマルク帝国大管区
管区都はオーフスあるいはコペンハーゲンに置かれる予定であった。

### オランダ
ブラバント帝国大管区
フリースラント帝国大管区
ゲルダーラント帝国大管区
ホーラント帝国大管区
ヴェスターラント帝国大管区

### フランス
ブルグント帝国大管区
上ライン帝国大管区
バーデン大管区（管区都：カールスルーエ）は1940年にエルザス民政長官地域の編入を受けた。1945年に管区都をシュトラースブルク（フランス語: ストラスブール）に移転し、帝国大管区とする計画があった。
ヴェストマルク大管区
1940年にザール＝プファルツ大管区がロートリンゲン民政長官地域の編入を受けてヴェストマルク帝国大管区となり、その管区都はノイシュタット・アン・デア・ヴァインシュトラーセに置かれた。1945年に管区都をザールブリュッケンに移転し、帝国大管区とする計画があった。

### ポーランド
ベスキデンラント帝国大管区
ガリツィエン帝国大管区
ファンダレンラント帝国大管区
ヴァイクセルラント帝国大管区

### ソビエト連邦
ゴーテンラント帝国大管区

### ユーゴスラビア（セルビア）
バナト・プリンツ・オイゲン・シュタット帝国大管区
管区都はベオグラード（プリンツ=オイゲン=シュタット/Prinz-Eugen-Stadtに改称予定）に置かれる予定であった。現在のセルビア領土にあたるバチュカ、スレム、バナトとルーマニアのトランシルヴァニア、ハンガリーのバラニャから成る。行政名の由来は、ベオグラード包囲戦（1688年）で大たる勝利を収めたオーストリアの将軍、オイゲン・フォン・ザヴォイエン公子に由来因んでいる。